# Nervilia oxyglossa
Nervilia oxyglossa är en orkidéart som beskrevs av Noriaki Fukuyama. Nervilia oxyglossa ingår i släktet Nervilia och familjen orkidéer. Inga underarter finns listade i Catalogue of Life.